# اوک‌ریج (فلوریدا)
اوک‌ریج (به انگلیسی: Oak Ridge) یک منطقهٔ مسکونی در ایالات متحده آمریکا است که در شهرستان اورنج، فلوریدا واقع شده‌است. اوک‌ریج ۹٫۷ کیلومتر مربع مساحت و ۲۲٬۶۸۵ نفر جمعیت دارد و ۲۷ متر بالاتر از سطح دریا قرار دارد.